# Vetenskapsåret 1714

## Händelser
- Roger Cotes publicerar Logometrica i Philosophical Transactions of the Royal Society, där han ger det första beviset för vad som nu är känt som Eulers sats och konstruerar en logaritmisk spiral.
- Dominique Anel använder den första sprutan med en fin spets i kirurgi.
- Gabriel Fahrenheit konstruerar en kvicksilvertermometer med en skala som kommer att uppkallas efter honom, Fahrenheit.
- Den brittiska regeringen instiftar Board of Longitude för att administrera longitudpriset för en enkel och praktisk metod att bestämma ett skepps longitud.

### Matematik
- Okänt datum - Gottfried Leibniz diskuterar harmonisk triangel.[1]

### Teknik
- 7 januari - Henry Mill erhåller brittisk patent för en första Skrivmaskin (Impressing Writing on Parchment, patentnummer GB No 395)

## Födda
- 6 januari - Percivall Pott (död 1788), engelsk kirurg.
- 17 juni - César-François Cassini de Thury (död 1784), fransk astronom.
- 16 oktober - Giovanni Arduino (död 1795), italiensk geolog.
- 25 oktober - James Burnett (död 1799), skotsk filosof och evolutionär tänkare.
- 25 november - Yoriyuki Arima (död 1783), japansk matematiker.
- 19 december - John Winthrop (död 1779), amerikansk astronom.
- Robert Whytt (död 1766), skotsk läkare.
- Anna Manzolini (död 1774), italiensk biolog.

## Avlidna
- 5 oktober - Kaibara Ekiken (född 1630), japansk filosof och botaniker.
- 5 november - Bernardino Ramazzini (född 1633), italiensk läkare.
- John Radcliffe (född 1652), brittisk läkare.

### Fotnoter
1. ↑  Crilly, Tony (2007). 50 Mathematical Ideas you really need to know. London: Quercus. sid. 53. ISBN 978-1-84724-008-8